# زمین‌لرزه ۱۹۹۷ مانیی
زمین‌لرزه مانیی  در تاریخ ۸ نوامبر ۱۹۹۷ میلادی، برابر با ‎۱۷ آبان ۱۳۷۶، ساعت ۱۰:۰۲:۵۲ به زمان یوتی‌سی در چین ، منطقه ناگچو رخ داد. ژرفای این زلزله ۲۴ کیلومتر بود، و بزرگی آن ۷٫۵ در مقیاس Mw اعلام شده‌است. زمین‌لرزه به وقت محلی در روز شنبه، ساعت ۱۸ روی داده و منطقه زمانی آن یوتی‌سی +۸ بوده‌است .
سازمان زمین‌شناسی آمریکا نیز رومرکز این زمین‌لرزه را در مختصات ۳۵°۰۴′۰۸″شمالی ۸۷°۱۹′۳۰″شرقی / ۳۵٫۰۶۹°شمالی ۸۷٫۳۲۵°شرقی و ژرفای آنرا در ۳۳ کیلومتر گزارش کرده‌است. بزرگی برگزیدهٔ این سازمان از میان بزرگیهای محاسبه‌شدهٔ مختلف ۷٫۵ در مقیاس Mw بوده و از دید اثر، در میان چهار دسته‌بندی «نامحسوس»، «محسوس»، «زیان‌آور» یا «با تلفات»، زلزله را «نامحسوس» اعلام کرده‌است.
پروژهٔ «تنسور گشتاور مرکزوار» زاویه‌های (راستا، شیب، ریک) گسل سازندهٔ زمین‌لرزه و صفحه عمود بر آنرا (°۷۹، °۶۹، °۲) یا (°۳۴۸، °۸۸، °۱۵۹) و نوع گسل را «امتدادلغز» فرارسانده‌است.